# Фасты (Овидий)
«Фа́сты» (лат. Fasti) или «Календарь», — поэма римского поэта Овидия, создававшаяся примерно во 2—8 годах (параллельно с «Метаморфозами») и оставшаяся неоконченной. Представляет собой написанный элегическими дистихами календарь, в котором содержатся описания праздников и священных дней Рима, этиологические мифы и данные по астрономии. Каждому месяцу года в «Фастах» соответствует одна книга. Овидий планировал посвятить эту поэму Августу, причём работал он в рамках официальной идеологии принципата, предполагавшей сохранение традиционных римских обрядов.
Известно, что в Риме были написаны первые шесть книг (с января по июнь). Внезапная ссылка Овидия прервала эту работу — предположительно из-за отсутствия в Томах необходимых источников. Однако поэт занимался доработкой уже написанных книг, что доказывает, в частности, упоминание триумфа Германика, состоявшегося в 16 году.
«Фасты» являются важным и своеобразным источником информации о римской религии.